# Marc Deschenes
Marc Deschenes (Laval, 1 de enero de 1993) es un deportista canadiense que compite en judo.
Ganó una medalla de plata en los Juegos Panamericanos de 2015 y tres medallas de bronce en el Campeonato Panamericano de Judo entre los años 2016 y 2023.

## Palmarés internacional
| Juegos Panamericanos    | Juegos Panamericanos | Juegos Panamericanos | Juegos Panamericanos |
| Año                     | Lugar                | Medalla              | Categoría            |
| ----------------------- | -------------------- | -------------------- | -------------------- |
| 2015                    | Toronto (Canadá)     | Medalla de plata     | –100 kg              |
| Campeonato Panamericano |                      |                      |                      |
| Año                     | Lugar                | Medalla              | Categoría            |
| 2016                    | La Habana (Cuba)     | Medalla de bronce    | –100 kg              |
| 2020                    | Guadalajara (México) | Medalla de bronce    | +100 kg              |
| 2023                    | Calgary (Canadá)     | Medalla de bronce    | +100 kg              |